# V372 Большого Пса
V372 Большого Пса (лат. V372 Canis Majoris) — одиночная переменная звезда в созвездии Большого Пса на расстоянии (вычисленном из значения параллакса) приблизительно 4096 световых лет (около 1256 парсеков) от Солнца. Видимая звёздная величина звезды — от +11,1m до +10,2m.

## Характеристики
V372 Большого Пса — красная пульсирующая полуправильная переменная звезда типа SRB (SRB) спектрального класса M7.